# Полонезкьой (природен парк)
Природен парк „Полонезкьой“ (на турски: Polonezköy Tabiat Parkı) е природен парк, разположен в землището на квартал „Полонезкьой“, околия Бейкоз в Истанбул, Турция. Обявен е за природен парк от Министерството на околната среда и горите през 1994 г. Обхваща площ от около 30,04 км2. Това е първият и по площ най-голям природен парк във вилает Истанбул. Защитената зона е кръстена на село Полонезкьой, което е заселено през 1842 г. от малка група поляци след неуспешното Полско въстание от 1830 – 1831 година. Първоначално селището се е наричало „Адамкьой“ или „Адампол“ в чест на Адам Йежи Чарториски, а по-късно е преименувано на „Полонез Къреси“. През 1923 г. името му е променено и е с днешното си официално име.
Природният парк предлага много дейности на открито като пикник, къмпинг, трекинг и спортно ориентиране. Разполага с пет километрова писта за туризъм, колоездене и джогинг, както и наблюдателни кули. Има и редица ресторанти. В квартала има хотели, които предлагат нощувки.

## Екосистема

### Флора
Природният парк се отличава с богато разнообразие от растителност. Често срещани растения са черен бор (Pinus nigra), турски бор (Pinus brutia), бял бор (Pinus sylvestris), обикновен дъб (Quercus robur), зимен дъб (Quercus petraea), цер (Quercus cerris), благун (Quercus frainetto), конски кестен (Aesculus hippocastanum), сладък кестен (Castanea sativa), обикновен смърч (Picea abies), източен чинар (Platanus orientalis), обикновен кипарис (Cupressus sempervirens), обикновен габър (Carpinus betulus), бял бряст (Ulmus glabra), елша (Alnus orientalis), източен бук (Fagus orientalis), сребролистна липа (Tilia tomentosa), ориенталско дърво (Platycladus orientalis), смилакс (Smilax excelsa), лавър (Laurus nobilis), кумарка (Arbutus unedo), лавровишня (Laurocerasus officinalis), кичур (Cotoneaster horizontalis), обикновен глог (Crataegus monogyna), червена пираканта (Pyracantha coccinea), гигантски пирен (Erica arborea) и червена калина (Viburnum opulus).

### Фауна
В природния парк има ферма за фазани и елени. Дивите животни, наблюдавани в защитената зона, включват бозайници като благороден елен, сърна, дива свиня, чакал, катерици, белки, невестулки, както и птиците фазан, яребица, ястреб, сокол, евразийски кос, кадънка, гривяк, бухал, сврака и врабче.